# Lutjanus malabaricus
Lutjanus malabaricus is een straalvinnige vis uit de familie van snappers (Lutjanidae) en behoort derhalve tot de orde van baarsachtigen (Perciformes). De vis kan maximaal 100 cm lang en 7910 gram zwaar worden. De hoogst geregistreerde leeftijd 31 jaar.

## Leefomgeving
Lutjanus malabaricus is een zoutwatervis. De vis prefereert een tropisch klimaat en heeft zich verspreid over de Grote en Indische Oceaan. De diepteverspreiding is 12 tot 100 m onder het wateroppervlak.

## Relatie tot de mens
Lutjanus malabaricus is voor de visserij van groot commercieel belang. In de hengelsport wordt er weinig op de vis gejaagd. Tevens wordt de soort gevangen voor commerciële aquaria.